# Cmentarz żydowski w Stoczku Łukowskim
Cmentarz żydowski w Stoczku Łukowskim – kirkut używany niegdyś przez żydowską społeczność Stoczka Łukowskiego. Znajduje się przy ul. Dwernickiego. Nie wiadomo kiedy dokładnie powstał. W wyniku zniszczeń z czasów II wojny światowej nie zachował się żaden nagrobek. Cmentarz ma powierzchnię 0,32 ha. Obecnie teren cmentarza jest nieogrodzony i porośnięty lasem.